# Capilla de los Nobles
La Capilla de los Nobles (en italiano, Cappella dei Nobili) es un espacio de culto dentro de la casa profesa de Roma, sede de la Congregación Mariana de la Asunción, dicha de los Nobles.

## Historia
La capilla surgió con ocasión de la formación de la Congregación Mariana de Nobles bajo el título de la Asunción que se constituyó el 24 de diciembre de 1593 en la casa profesa de la Compañía de Jesús en Roma. En las cercanías de la capilla surgiría otra capilla destinada a una congregación de criados que acompañaban a los nobles a las reuniones de la Congregación. 
Fue en este lugar donde Pío VII promulgó de forma solemne el breve Sollicitudo omnium ecclesiarum el 7 de agosto de  1814, ante una multitud entre la que se encontraban 150 jesuitas que lo eran antes de la supresión de la Compañía en 1773.
Tras la supresión de las órdenes religiosas por el reino de Italia en 1873, la casa profesa fue destinada en parte a acoger el Archivio di Stato, destinándose la capilla a local de almacenamiento. 
Con la recuperación progresiva de la casa profesa por la Compañía en la década de 1920, este oratorio fue restaurado en 1920-1921. La restauración incluyó la de los mármoles y tabernáculo del altar, además de dotarlo de misales y elementos necesarios para el culto. 
En la actualidad la capilla sigue siendo utilizada por la institución para la que fue formada.

## Descripción

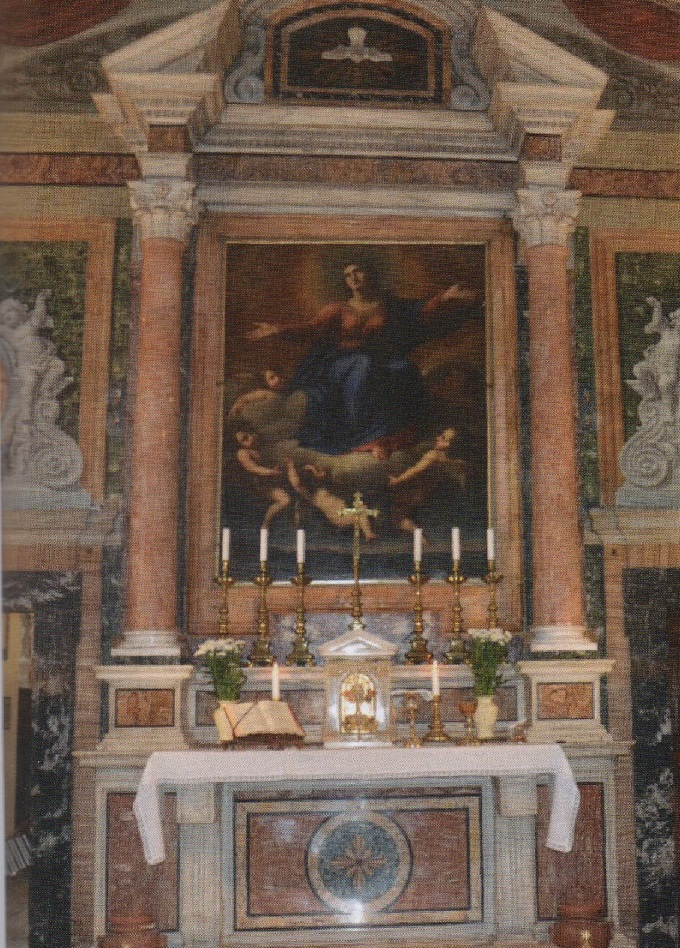
Vista del altar mayor de la capilla.

La capilla se encuentra enclavada en la planta baja de la crujía oeste de la casa profesa. Se trata de un espacio único y abovedado de planta rectangular. Cuenta con ventanas en su pared izquierda, a una cierta altura sobre el nivel de la planta.
La capilla se encuentra presidida por un retablo de mármoles, de estilo clásico, presidido por un óleo sobre tela representando la Asunción pintado por el Maestro Giuseppe en 1595. Esta tela se ve coronada por un frontón triangular sostenido por dos columnas. Bajo el altar se encuentra el cuerpo de san Hercolino. 
La bóveda y paredes de la capilla se encuentran ricamente decoradas por frescos de estilo neoclásico. En la pared de la derecha del oratorio se encuentra una lápida de mármol que recuerda la Restauración de la Compañía en 1814, en este lugar. 
Alrededor de la capilla se dispone una rica sillería para los congregantes, realizada en madera.